# 熊谷英彦
熊谷 英彦（くまがい ひでひこ、1940年10月 - ）は、日本の農芸化学者（醗酵学・応用微生物学・酵素工学）。学位は農学博士（京都大学・1969年）。京都大学名誉教授、石川県立大学学長・名誉教授。
京都大学農学部教授、京都大学大学院生命科学研究科教授、社団法人日本農芸化学会会長（第54代）、石川県農業短期大学教授などを歴任した。

## 来歴

### 生い立ち
1940年生まれ。京都府京都市にて育った。地元の京都大学に進学し、農学部の農芸化学科に在籍した。1964年京都大学卒業。大学卒業後はそのまま大学院農学研究科農芸化学専攻に進学した。1969年に、京都大学大学院の博士課程を単位取得退学した。それから半年後の同年9月には、京都大学より農学博士の学位を取得している。

### 研究者として
大学院単位取得退学後、母校である京都大学にて食糧科学研究所の助手として着任した。また、1971年にはアメリカ合衆国に渡り、アメリカ国立衛生研究所に留学した。アメリカ国立衛生研究所では客員研究員 (Visiting fellow) として、1972年まで研究に従事した。その後は日本に帰国した。1977年、京都大学農学部助教授に昇任し、食品工学科の講義を担当した。1991年、京都大学農学部教授に昇任し、引き続き食品工学科の講義を担当した。定年退官する栃倉辰六郎より、微生物生産学分野の研究室を引き継いだ。1997年、本務が京都大学大学院の農学研究科に変わった。1999年、京都大学大学院生命科学研究科に転じ、教授として統合生命科学専攻の講義を担当した。それに際して、研究室も微生物生産学分野から微生物細胞機構学分野に改称された。2004年に京都大学を定年退官した。それに伴い、京都大学より名誉教授の称号を授与された。
京都大学定年退官後は、石川県農業短期大学に転じ、教授として教鞭を執った。2005年、石川県農業短期大学が改組され、新たに石川県立大学が発足した。それに伴い、石川県立大学にて生物資源工学研究所の教授に就任した。2011年、石川県立大学を定年退職した。同年より石川県立大学の特任教授に任じられた。また、同年には、石川県立大学より名誉教授の称号を授与された。2013年、石川県立大学の学長に選任された。
大学教員として教鞭を執る傍らで、様々な役職も務めていた。地球環境産業技術研究機構では科学技術諮問委員会の委員を務めた。ビタミン協会、農芸化学研究奨励会、浦上食品・食文化振興財団、などにおいては、それぞれ理事を務めた。石川県産業創出推進機構アグリビジネス研究会では幹事を務めた。また、白山菊酒のブランドを認証する白山菊酒呼称統制機構においては、審査委員会の副委員長を務めている。滋賀バイオ産業推進機構においては、理事長を務めた。

## 研究
専門は農芸化学であり、応用微生物学をはじめ醗酵学や酵素工学といった分野を研究している。具体的には、微生物のアミノ酸代謝酵素のはたらきや、微生物酵素を用いたアミノ酸の生産などの研究に取り組んでいる。また、リグノセルロース微生物酵素や、機能性乳酸菌などの利用法についての研究も行っている。
著名な業績としては、佐藤文彦との共同研究において、イソキノリンアルカロイドの微生物生産に世界で初めて成功したことが挙げられる。この研究においては、熊谷が微生物の芳香族アミノ酸とアミンの代謝を調査し、バクテリアによるイソキノリンアルカロイド生合成の基盤の確立を担当した。また、佐藤はオウレンを使ってイソキノリンアルカロイド合成にかかわる酵素を調査し、それらの遺伝子の単離を担当した。この両名の成果を踏まえ、佐藤が単離したイソキノリンアルカロイド生合成遺伝子と、熊谷が発見したイソキノリンアルカロイド前駆物質の生産に要する遺伝子を、それぞれ大腸菌に導入し培養することで、イソキノリンアルカロイドの生合成に不可欠なレチクリンを生産することに世界で初めて成功した。これらの業績は「高等植物と微生物の代謝系を融合して微生物による植物二次代謝産物の実用生産に新たな道を拓いた」「生産性や資源確保に問題の多い有用二次代謝産物の今後の安定供給に新手法を提供した」と高く評価されている。この研究について、日本学士院は「代謝工学の新分野の発展に絶大な貢献をしました」と評し、日本学士院賞を授与している。また、今井真介らがタマネギの催涙成分を生み出す酵素を発見した際には、この発見に貢献したとして今井とともに熊谷もイグノーベル賞化学賞を授与されている。日本の学術賞としては最も権威のある日本学士院賞を受賞しながら、同時に世界的に著名なジョークの学術賞であるイグノーベル賞も受賞したのは、熊谷が史上初めてである。
学術団体としては、日本農芸化学会、ビタミン学会、バイオインダストリー協会などに所属している。日本農芸化学会では、会長など要職を歴任した。バイオインダストリー協会では、理事や評議員などを務めた。また、ビタミン学会では監事を務めた。日本農芸化学会、および、ビタミン学会からは、それぞれ名誉会員の称号が贈られている。

## 略歴
- 1940年 - 生誕。
- 1964年 - 京都大学農学部卒業
- 学部時代はアイスホッケー部に所属、京都府代表として国体に参加
- 1969年
  - 京都大学大学院農学研究科博士課程単位取得退学
  - 京都大学食糧科学研究所助手
- 1970年　- 京都大学 農学博士。論文の題は「Studies on tyrosine phenol lyase : a multifunctional enzyme（多機能酵素、チロシンフェノールリアーゼに関する研究）」[13]
- 1971年 - アメリカ国立衛生研究所留学
- 1977年 - 京都大学農学部助教授
- 1991年 - 京都大学農学部教授京都大学アイスホッケー部部長、退官まで
- 1999年 - 京都大学大学院生命科学研究科教授
- 2002年 - 地球環境産業技術研究機構科学技術諮問委員会委員
- 2003年
  - バイオインダストリー協会理事
  - ビタミン協会理事
  - 日本農芸化学会会長
- 2004年
  - 京都大学定年退官
  - 京都大学名誉教授
  - 石川県農業短期大学教授
  - 石川県産業創出推進機構アグリビジネス研究会幹事
- 2005年
  - 石川県立大学生物資源工学研究所教授
  - 農芸化学研究奨励会理事
  - 白山菊酒呼称統制機構審査委員会副委員長
- 2006年
  - 滋賀バイオ産業推進機構理事長
  - 浦上食品・食文化振興財団理事
- 2007年 - ビタミン学会監事
- 2011年
  - 石川県立大学定年退職
  - 石川県立大学特任教授
  - 石川県立大学名誉教授
- 2012年 - バイオインダストリー協会評議員
- 2013年 - 石川県立大学学長

## 賞歴
- 1973年 - 毎日学術奨励賞
- 1978年 - 日本農芸化学会奨励賞
- 1994年 - ビタミン学会賞
- 1995年 - 有馬啓記念バイオインダストリー協会賞
- 2001年 - 日本農芸化学会賞
- 2012年 - 日本学士院賞
- 2013年 - イグノーベル賞化学賞
- 2019年 - 瑞宝重光章[14]

## 著作
- 児玉徹・熊谷英彦編『食品微生物学』文永堂出版、1997年。ISBN 4830040874
- 熊谷英彦・加藤暢夫・村田幸作ほか編著『遺伝子から見た応用微生物学』朝倉書店、2008年。ISBN 9784254430974

## 関連人物
- 佐藤文彦 (農学者)
- 熊谷八十三は祖父